# Zarośle (przystanek kolejowy)
Zarośle – przystanek kolejowy w Zaroślach, w województwie kujawsko-pomorskim, w Polsce. Znajduje się na linii kolejowej 201. Nowa Wieś Wielka – Gdynia Port Centralny.

## Ruch pasażerski
| Rok  | Wymiana pasażerska na dobę |
| ---- | -------------------------- |
| 2017 | 10-19                      |
| 2022 | 0-9                        |

## Połączenia[3]
- Bydgoszcz Główna x 2
- Czersk x 6
- Kościerzyna x 6
- Lipowa Tucholska x 7
- Szlachta x 8
- Tuchola x 2
- Wierzchucin x 7
- Władysławowo x 1